# Achmat-Arena
Die Achmat-Arena (russisch Ахмат-Арена, Спорткомплекс имени Ахмат-Хаджи Кадырова / Achmat-Chadschi Kadyrow-Sportkomplex) ist ein Fußballstadion in der russischen Stadt Grosny. Es bietet Platz für 30.597 Zuschauer und dient dem Verein Terek Grosny als Heimstätte.

## Geschichte
Die Achmat-Arena, auch Terek-Stadion genannt, wurde in den Jahren 2008 bis 2011 in der Stadt Grosny, der Hauptstadt der autonomen Republik Tschetschenien, erbaut. Am 11. Mai 2011 erfolgte die Eröffnung der Sportstätte mit einem Freundschaftsspiel zwischen einer Mannschaft aus dem Kaukasus und einer Weltauswahl. Das Kaukasusteam spielte unter anderem mit ehemaligen russischen Fußballgrößen wie Rinat Dassajew sowie Kaukasus-Politikern wie Alexander Chloponin und Ramsan Kadyrow, während bei der Weltauswahl ehemalige Topfußballer wie Diego Maradona, Luis Figo, Roberto Ayala, Franco Baresi oder Enzo Francescoli mit von der Partie waren. Das Spiel endete mit einem 5:2 für das Team Kaukasus. Das erste Punktspiel in der Achmat-Arena stieg am 20. Mai 2011 im Rahmen der russischen Premjer-Liga, als Terek Grosny die Mannschaft von Anschi Machatschkala empfing und durch ein Tor von Blagoj Georgiew mit 1:0 gewann.
Die Achmat-Arena ist benannt nach dem tschetschenischen Politiker Achmat Kadyrow, dem Vater des heutigen Präsidenten Tschetscheniens, der in seiner Amtszeit am 9. Mai 2004 durch einen Bombenanschlag während der Feierlichkeiten zum Tag des Sieges in Grosny starb. Seinen Namen trägt der Verein Terek Grosny auch im Vereinsnamen, der Club heißt offiziell Republikanischer Fußballclub Terek Grosny namens A. A. Kadyrow. Terek Grosny wird auch in der Zukunft der Nutzerverein der Achmat-Arena sein. Der Verein, dessen größter Erfolg der Sieg im russischen Fußballpokal 2004 ist, spielt derzeit in der höchsten Fußballliga Russlands, der Premjer-Liga. Vor der Fertigstellung der Achmat-Arena nutzte Terek das Sultan-Bilimchanow-Stadion als Austragungsort für Heimspiele im Fußball. Das alte, 1946 eröffnete Stadion hatte zuletzt ein Fassungsvermögen von 10.300 Zuschauerplätzen, bot aber zu früheren Zeiten wie jetzt auch die neue Arena rund 30.000 Schaulustigen Platz.